# 皮蘭灣

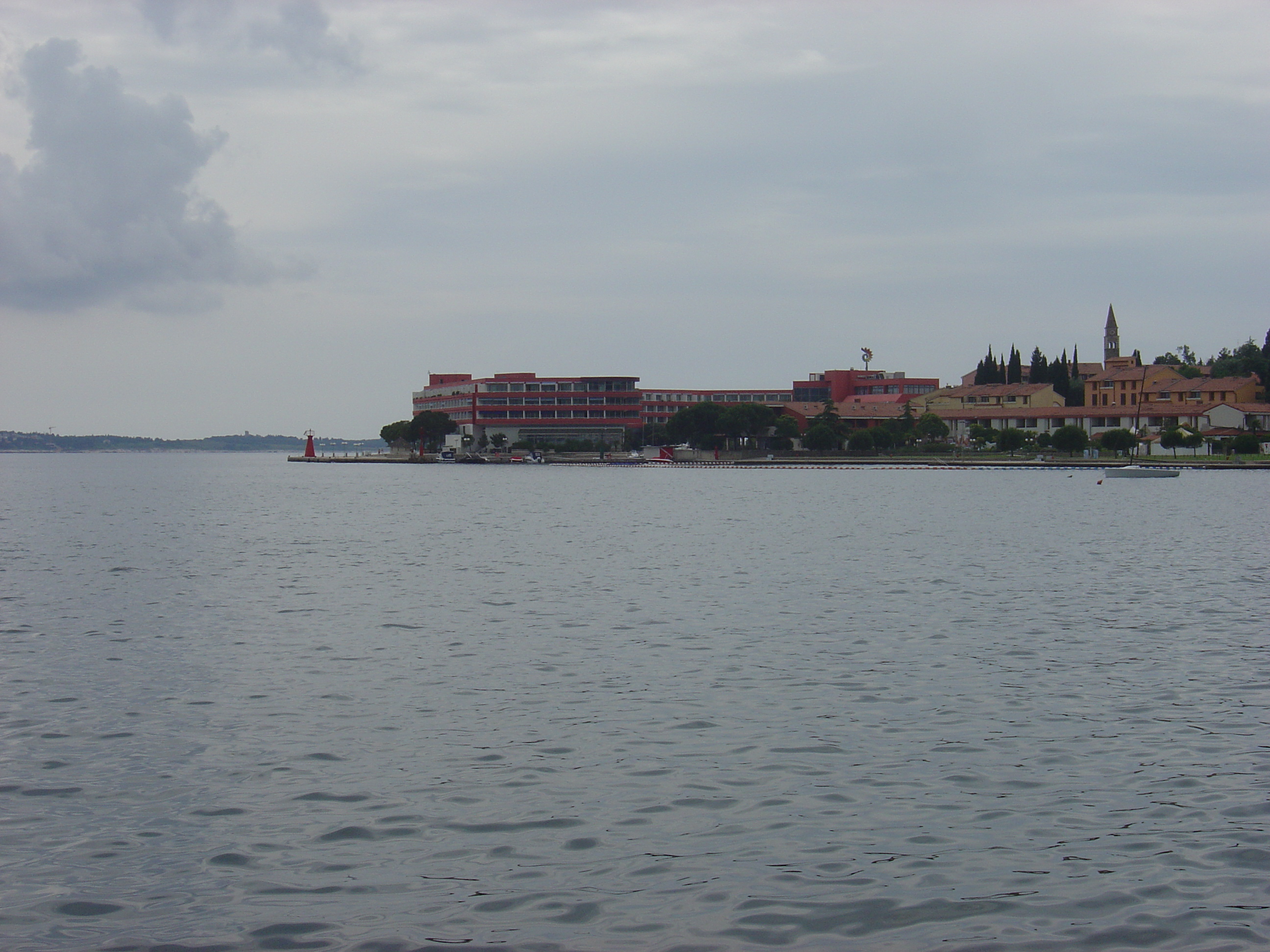
從斯洛維尼亞的波特羅修遠眺皮蘭灣的景色。

皮蘭灣，是的里亞斯德灣的一个子海湾，因接鄰斯洛維尼亞皮蘭市而得名，面積約19平方公里。
從斯洛維尼亞的馬多納海岬（Madona）開始劃一條線，連接到克羅埃西亞的沙吾得利亞海岬，其內側的範圍就是皮蘭灣；海灣的北部是屬於斯洛維尼亞、南側則是屬於克羅埃西亞。
斯洛維尼亞濱皮蘭灣的部份包括皮蘭、波特羅修、路次亞（Lucija）；克羅埃西亞則有以觀光客的露營地而聞名的柴貝尼·伯爾夫（Crveni vrh）和卡涅格拉（Kanegra）。灣內有德拉戈尼亞河流入，這條河流同時也是斯洛維尼亞和克羅埃西亞的國界河。

## 紛爭

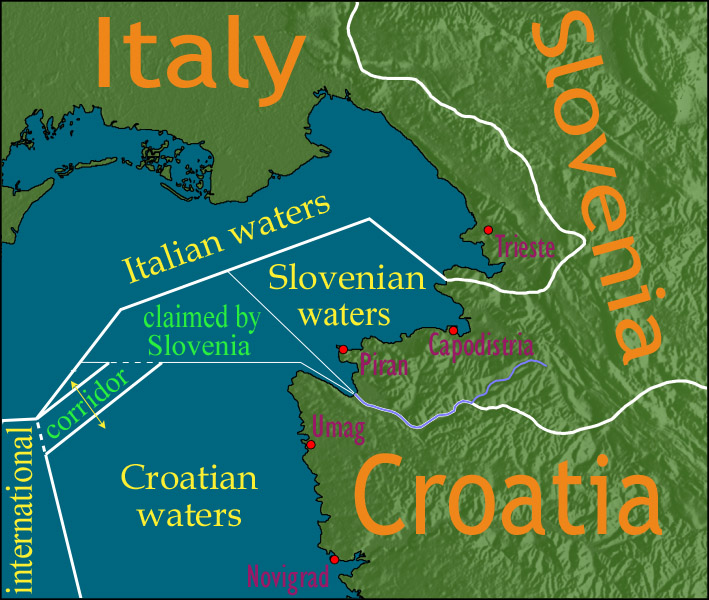
根據杜諾雪克＝蘭欽協議提出兩國在皮蘭灣上的國界劃分案，但是被克羅埃西亞議會給否決，因此沒有實現。

從1991年開始，斯洛維尼亞和克羅埃西亞兩國就對於皮蘭灣上的國界有所爭議，這條國界在南斯拉夫時代並沒有劃定。